# Eleição municipal de Campos dos Goytacazes em 2004
A eleição municipal de Campos dos Goytacazes em 2004 foi realizada nos dias 3 de outubro (primeiro turno) e 31 de outubro (segundo turno) do mesmo ano para eleger 1 (um) prefeito, mais o vice de seu partido ou coligação e 18 vereadores para a Câmara Municipal. O prefeito e o vice-prefeito eleitos assumiram os cargos no dia 1 de janeiro de 2005 e seus mandatos terminaram no dia 31 de dezembro de 2008. O então prefeito era Arnaldo Vianna, do PDT, que por estar no cargo desde abril de 1998 e ter sido vencedor em 2000 não poderia concorrer a reeleição. O prefeito eleito foi o ex-deputado federal Carlos Alberto Campista, também do PDT, que derrotou no segundo turno o então vice-prefeito Geraldo Pudim, candidato pelo PMDB e que recebeu apoio do ex-governador Anthony Garotinho e da então governadora Rosinha Garotinho.

## Resultado da eleição para prefeito

### Primeiro turno
| Candidatos a prefeito | Candidatos a vice-prefeito      | Partido | Número | Coligação                                                                   | Votação | Percentual |
| --------------------- | ------------------------------- | ------- | ------ | --------------------------------------------------------------------------- | ------- | ---------- |
| Geraldo Pudim         | Claudeci das Ambulâncias (PMDB) | PMDB    | 15     | Frente PopularPMDB, PP, PSC, PL, PPS, PAN, PSDC, PRTB, PMN, PTC, PSC, PCdoB | 82.345  | 33,54%     |
| Carlos Campista       | Toninho Viana (PDT)             | PDT     | 12     | A Força do Coração PDT, PSL, PCB, PRP, PRONA, PTdoB                         | 68.210  | 27,78%     |
| Paulo Feijó           | Amaro da Conceição (PTB)        | PSDB    | 45     | Mudar de Verdade PSDB, PTB                                                  | 61.319  | 24,98%     |
| Dr. Makhoul           | Hélio Anomal (PT)               | PT      | 13     | PT                                                                          | 33.628  | 13,70%     |

### Segundo turno
| Candidatos a prefeito | Candidatos a vice-prefeito      | Partido | Número | Coligação                                                                    | Votação | Percentual |
| --------------------- | ------------------------------- | ------- | ------ | ---------------------------------------------------------------------------- | ------- | ---------- |
| Carlos Campista       | Toninho Viana (PDT)             | PDT     | 12     | A Força do Coração PDT, PSL, PCB, PRP, PRONA, PTdoB                          | 131.363 | 54,58%     |
| Geraldo Pudim         | Claudeci das Ambulâncias (PMDB) | PMDB    | 15     | Frente Popular PMDB, PP, PSC, PL, PPS, PAN, PSDC, PRTB, PMN, PTC, PSC, PCdoB | 109.309 | 45,41%     |